# Kendra Santacruz
Pour les articles homonymes, voir Santacruz (homonymie).
Kendra Santacruz née le 24 juillet 1989 à Torreón au Mexique est une actrice mexicaine,  connue pour avoir joué le rôle de Camila Larrea Serrano

## Filmographie
| Annéé     | Titre                 | Rôle                      | Notes |
| --------- | --------------------- | ------------------------- | --- |
| 2004      | Corazones al límite   | Daniela                   | Débuts à la télé                                                                                              |
| 2005      | Contra viento y marea | Amanecer                  | Telenovela (rôle de soutien)                                                                                  |
| 2005      | La esposa virgen      | Marisol Cruz de la Fuente | Telenovela (rôle de soutien)                                                                                  |
| 2006      | La invención de Morel | Neri                      | Film |
| 2007-08   | Palabra de mujer      | Clara Medina              | Telenovela (rôle de soutien)                                                                                  |
| 2009-10   | Atrévete a soñar      | Kimberly Williams         | Telenovela (rôle de soutien)                                                                                  |
| 2011      | La última muerte      | Mónica Wilkins            | Film |
| 2011-13   | Como dice el dicho    | Marta                     | Episode: "Caras vemos" Episode: "À la guerre contre le mal" Episode: "À la guerre contre le fusil: 2e partie" |
| 2012      | Último año            | Celeste Roy               | Telenovela (rôle principal)                                                                                   |
| 2013      | Dama y obrero         | Isabel García             | Telenovela (rôle de soutien)                                                                                  |
| 2014      | En otra piel          | Camila Larrea             | Telenovela (rôle récurrent)                                                                                   |
| 2015-2016 | Bajo el mismo cielo   | Greicy Cordero            | Telenovela (rôle récurrent)                                                                                   |

## Prix et nominations
| Année | Prix              | Catégorie              | Travaux      | Résultat    |
| ----- | ----------------- | ---------------------- | ------------ | ----------- |
| 2014  | Premios Tu Mundo, | Artiste préféré junior | En otra piel | Nomination, |